# 小子難纏：空手道傳奇
《小子難纏：空手道傳奇》（英語：Karate Kid: Legends）是一部於2025年上映的美國功夫片，由喬納森·恩特維斯托（Jonathan Entwistle）執導，罗伯·列博（Rob Lieber）編劇。故事情節設定在《眼鏡蛇道館》系列最後一季的事件三年後，是繼2010年《功夫夢》後《小子難纏》系列的第6部電影。該片由成龍和雷夫·馬奇歐連袂演出，兩人繼續扮演該系列前作中的角色，同時介紹本片首次亮相主角王班，參與演出的還有約書亞·傑克遜、莎蒂·史丹利，以及溫明娜。這是《小子難纏》系列中首部不是由傑瑞·溫特勞布（1937╴2015）製作的電影。
本片在2022年9月就已經開始籌備，由恩特威斯爾執導，而列博則是在2023年11月開始編寫劇本。這部作品是馬奇歐主演的《小子難纏》原片和成龍在2010年主演的《功夫夢》續集，兩部作品和《眼鏡蛇道館》被設定在同一個世界觀中。選角工作於2023年11月到2024年4月進行。拍攝時間是2024年4月到6月。
《小子難纏：空手道傳奇》由哥倫比亞影業出品、索尼影視發行負責發行，2025年5月30日在北美地區上映；香港則搶先於該年5月29日端午節前兩天上映。

## 背景
索尼影視娛樂表示《小子難纏：空手道傳奇》將回歸原版《小子難纏》系列的世界觀中。成為本系列第六部電影，取景地點是美國東海岸，講述華人移民青少年接受武術訓練，劇情和前作大抵相似。

## 劇情
本片講述功夫奇才李峰適逢家庭驟變被迫從北京遷居紐約的故事。在新環境中，李峰試圖擺脫過去陰影，並且努力適應美國同學。
正巧一位新朋友需要李峰的幫助，因緣際會下參加空手道比賽，但僅憑靠李峰自身武術修為仍不足以應付。李師韓先生為此尋求丹尼爾·拉魯索（師承宮城先生剛柔流空手道）訓練其徒。透過拉魯索的指導，主角學會空手道格鬥招數，並將之與中國武術融合後，與敵手展開終極武術對決。

## 演員
- 成龍飾演韓先生
- 雷夫·馬奇歐飾演丹尼爾·拉魯索（Daniel LaRusso）
- 王班飾演李峰
- 約書亞·傑克遜飾演維克托（Victor）
- 香奈·蕾妮·威爾遜（英语：Shaunette Renée Wilson）飾演摩根女士（Ms. Morgan）

此外，薩蒂·史丹利、溫明娜、阿拉米斯·奈特、懷特歐雷夫、丹尼·麥布萊，以及珍妮芙╴琳·克里斯蒂（Jennifer-Lyn Christie）也已出演未公開的角色。

## 製作

### 歷代作品
1984年上映的《小子難纏》由雷夫·馬奇歐飾演空手道小子丹尼爾·拉魯索，製片公司隨後又推出了三部續集：1986年《小子難纏2》、1989年《小子難纏3》，以及1994年《新小子難纏》，然而馬奇歐在第四部電影就沒有回歸演出。這系列的第一部作品重啟版於2010推出，故事情節相似，但角色設定卻截然不同，其中最大差異包括成龍飾演的中國武術師父韓先生。儘管這部重啟作品保留原英文片名The Karate Kid（實際中譯片名應為：《空手道小子》），由於該片故事背景設定在中國，也因此是以中國武術為重點，明顯地風格已偏離原片名主題，僅主角德瑞∙帕克（Dre Parker）遭霸凌而看節目自學空手道略為切合題旨。2018年首播美國電視劇《眼鏡蛇道館》，這部美劇則是被作為原版電影的續集。

### 籌備
2010年重啟版上映後不久製片商就宣布拍攝續集，賈登·史密斯、泰拉姬·P·漢森和成龍再次出演劇中角色。2014年4月布雷克·艾斯納被任命為導演。當時編劇二人組伊森·瑞弗和塞卢斯·沃瑞斯加上塞克·潘已經寫好兩份劇本的草稿。三個月後，艾斯納離開這部電影的製作，並委託杰里迈亚·弗里德曼（Jeremiah Friedman）跟尼克·帕默（Nick Palmer）兩人編寫新劇本。2017年4月，艾斯納再度回歸本片籌劃，但到了10月，成龍對劇本表示不滿意，最終此作品未能完成。
2022年9月，另一部新電影已確定正在籌辦中，號稱「原版《小子難纏》系列的回歸」。到2023年11月，據悉喬納森·恩特維斯托將執導本片，劇本改由羅伯·列博撰寫，而凱倫·羅森菲特則擔任監製。

### 選角
2023年8月，據報導成龍將再次參與本片演出。直到2023年11月下旬，成龍和馬奇歐即正式加入演員陣容。該公告還確認重啟版與原版電影及電視劇《眼鏡蛇道館》系列是設定在同一個世界觀中。此外，成龍、馬奇歐兩人也宣布向全球進行公開選角活動，招募新血出演該片新一代「功夫／空手道小子」，並描述移居美國東海岸的中國青少年展開他個人習武之路。馬奇歐還透露，這部新作故事將設定在《眼鏡蛇道館》最終季劇情事件的三年後。
2024年2月，王班獲選主角李峰。同年3月，約書亞·傑克遜、薩蒂·史丹利，還有溫明娜皆入選為未公開角色。到了4月，阿拉米斯·奈特跟懷特歐雷夫也相繼加入本片演出。

### 拍攝
主體拍攝時間是2024年4月1日，地點在蒙特婁開鏡，並於6月3日完成拍攝。期間劇組採用暫定片名Victory Boulevard進行製作。

### 音樂
多米尼克·路易斯在2024年12月受聘為本片創作配樂。

## 發行
《小子難纏：空手道傳奇》2025年5月30日在美國和加拿大上映。本片原定上映日期是2024年6月7日，但由於2023年演員工會-美國電視和廣播藝人聯合會罷工影響，延宕到2024年12月13日。後為避免與《眼鏡蛇道館》最終季播放上發生衝突，又延期到2025年5月上檔。

## 迴響

### 評價
爛番茄根據185條評論，本片獲得58%的新鮮度，觀眾的好評度為84%，均分4.3／5。在Metacritic上，本片獲得51分。

### 票房
北美首周末票房2,100萬美元。

## 外部連結
- 互联网电影数据库（IMDb）上《小子難纏：空手道傳奇》的资料（英文）
- Metacritic上《小子難纏：空手道傳奇》的資料（英文）
- 爛番茄上《小子難纏：空手道傳奇》的資料（英文）
- Box Office Mojo上《小子難纏：空手道傳奇》的資料（英文）
- AllMovie上《小子難纏：空手道傳奇》的资料（英文）
- 開眼電影網上《小子難纏：空手道傳奇》的資料（繁體中文）
- 豆瓣电影上《小子難纏：空手道傳奇》的資料 （简体中文）
- 时光网上《小子難纏：空手道傳奇》的資料（简体中文）